# Fredrik Sjølstad
Fredrik Vangstad Sjølstad, más conocido como Fredrik Sjølstad, (Oslo, 29 de marzo de 1994) es un futbolista noruego que juega de centrocampista en el Hamarkameratene de la Eliteserien.

## Clubes
| Club            | País    | Año           |
| --------------- | ------- | ------------- |
| Hamarkameratene | Noruega | 2011-2015     |
| IL Hødd         | Noruega | 2016          |
| Kongsvinger IL  | Noruega | 2017-2018     |
| Molde FK        | Noruega | 2019-2021     |
| Hamarkameratene | Noruega | 2022-presente |

## Palmarés

### Títulos nacionales
| Título      | Club     | País    | Año  |
| ----------- | -------- | ------- | ---- |
| Eliteserien | Molde FK | Noruega | 2019 |